# Chiesa di Sant'Alessio a Bigiano
La chiesa di Sant'Alessio in Bigiano è una chiesa pistoiese del XIII secolo dedicata a Sant'Alessio.

## Descrizione
In questo luogo, posto sull'itinerario per la Badia a Taona, esisteva un antico romitorio dei Vallombrosani, che vi tenevano anche un ospizio per i viandanti. Passo poi ai frati Agostiniani del convento di San Lorenzo, che la officiarono fino alle soppressioni volute da Scipione de Ricci. Il suo aspetto attuale è frutto di ristrutturazioni tardosettecentesche che non consentono di riconoscere l'impianto originario della chiesa.  Nel XV e XVI secolo ebbe un ruolo di notevole importanza territoriale e svolse funzioni parrocchiali.  Nel 1784 venne ristabilita come parrocchia extraurbana e fu completamente trasformata da interventi radicali alla volta, al campanile, al porticato. Nel suo interno molti elementi di arredo provengono dall'abbazia di San Michele in Forcole, tra i quali l'altare maggiore e altri suppellettili dal convento di San Lorenzo, altri ancora sono frutto delle ridistribuzioni di opere del patrimonio ecclesiastico, nella cupola il pittore Bartolomeo Valiani dipise l'apoteosi di Sant'Alessio e nei pennacchi i quattro Evangelisti. Nella nicchia dietro l'altare maggiore fu posta la Madonna della Cintura, sculture che proveniva dal convento degli agostiniani che ogni due anni veniva festeggiata con una solenne processione. Vi era un organo della ditta Tronci, fatto costruire dal parroco Bartolomeo Potenti e dal popolo, che però non si è conservato. Vi sono due pale di Alessia Gimignani dei primi del XVIII secolo, e altre tele con storie di Sant' Alessio. Presso la  chiesa sorge un tabernacolo che contiene una Croce con i simboli della Passione di Cristo, collocata nel 1841 a seguito della prediche di Baldassarre Udibert i.